# Тиоцианат железа(II)
Тиоцианат железа(II) — неорганическое соединение, соль металла железа и роданистоводородной кислоты с формулой Fe(SCN)2,
растворяется в воде,
образует кристаллогидрат — зелёные кристаллы.

## Получение
- Обменными реакциями:

{\displaystyle {\mathsf {FeSO_{4}+Ba(SCN)_{2}\ {\xrightarrow {}}\ Fe(SCN)_{2}+BaSO_{4}\downarrow }}}
- Нейтрализация раствора роданистоводородной кислоты гидроксидом железа(II):

{\displaystyle {\mathsf {Fe(OH)_{2}+2HSCN\ {\xrightarrow {}}\ Fe(SCN)_{2}+2H_{2}O}}}
- Восстановление тиоцианата железа(III) металлическим железом:

{\displaystyle {\mathsf {2Fe(SCN)_{3}+Fe\ {\xrightarrow {}}\ 3Fe(SCN)_{2}}}}
- Растворы гексацианоферратов(II) реагируют с серой при нагревании, образуя тиоцианат железа(II)[1]:

{\displaystyle {\ce {[Fe(CN)6]^4- + 6S ->[t] 4CNS^- + Fe(CNS)2}}}

## Физические свойства
Тиоцианат железа(II) образует кристаллогидрат Fe(SCN)2•3H2O — зелёные кристаллы,
растворимые в воде, этаноле, эфире.

## Химические свойства
- С тиоцианатами других металлов образует координационные соединения гексатиоцианатоферраты(II), например Na4[Fe(SCN)6]•12H2O, K4[Fe(SCN)6]•3H2O, Hg2[Fe(SCN)6]•4H2O, (NH4)4[Fe(SCN)6].